# Jänijõgi
Der Jänijõgi (auch Jäneda jõgi genannt) ist ein 28 Kilometer langer Fluss im Norden Estlands. Sein Einzugsgebiet umfasst 168 Quadratkilometer.
Der Jänijõgi entspringt 5,5 Kilometer westlich des Dorfs Ambla (deutsch Ampel) im estnischen Kreis Järva. Er mündet in den Fluss Jägala an dessen Mittellauf.
Der linke Zufluss des Jänijõgi ist der Fluss Tarvasjõgi.